# Vega 4
Vega4 — английская брит-поп-группа из Лондона, играющая альтернативный рок и инди-поп. Впервые о них услышали в ноябре 2006 года после выхода сингла «Life is Beautiful», который явился саундтреком к сериалу «Анатомия Страсти». В феврале 2008 они сообщили о своем распаде.

## Состав группы
- Джонни Макдэйд — вокалист и автор песен
- Брюс Гейнсфорд — гитарист
- Гэвин Фокс — бас-гитара
- Брайн Маклеллан — ударные.

## Дискография

### Альбомы
- Satellites (2001)
- You & Others (2006)

### EPзаписи
- Drifting Away Violently
- Better Life

### Синглы
- "Sing" (2001)
- "Radio Song" (2001)
- "Love Breaks Down EP" (2002)
- "Drifting Away Violently EP" (2002)
- "Better Life EP" (2002)
- "You & Me" (2006)
- "Traffic Jam" (2006)
- "Life is Beautiful" (2007)
- "Tearing Me Apart" (radio only) (2007)